# بريان فوربس
بريان فوربس (بالإنجليزية: Bryan Forbes)‏ هو كاتب سيناريو ومنتج أفلام ومخرج وممثل بريطاني (وحمل سابقاً جنسية المملكة المتحدة لبريطانيا العظمى وأيرلندا)، ولد في 22 يوليو 1926 في المملكة المتحدة، وتوفي بنفس المكان في 8 مايو 2013. بدأ مشواره المهني سنة 1921، ومن الجوائز التي نالها BAFTA Award for Best British Screenplay ‏ وجائزة إدغار.

## أعمال

### أفلام
- (1961) أسلحة نافارون[10]
- (1992) تشابلن

## جوائز وترشيحات
جوائز
- BAFTA Award for Best British Screenplay [الإنجليزية]‏
- جائزة إدغار

ترشيحات
- جائزة الأوسكار لأفضل كتابة

## وصلات خارجية
- بريان فوربس على موقع IMDb (الإنجليزية)
- بريان فوربس على موقع روتن توميتوز (الإنجليزية)
- بريان فوربس على موقع ألو سيني (الفرنسية)
- بريان فوربس على موقع تيرنر كلاسيك موفيز (الإنجليزية)
- بريان فوربس على موقع أول موفي (الإنجليزية)
- بريان فوربس على موقع قاعدة بيانات برودواي على الإنترنت (الإنجليزية)
- بريان فوربس على موقع قاعدة بيانات الأفلام السويدية (السويدية)
- بريان فوربس على موقع إن إن دي بي (الإنجليزية)
- بريان فوربس على موقع قاعدة بيانات الفيلم (الإنجليزية)
- بريان فوربس على موقع كينوبويسك (الروسية)